# Краљ тигрова
Краљ Тигрова је криминалистично-документарна серија о животу Џо Екзотика, чувара зоолошког врта, премијерно приказана на Нетфликсу 20 Марта 2020. Серија је фокусирана на мало али повезано друштво дивљих мачака који чине људи као што је Кaрол Баскин, власница места ѕа спашавање великих мачака, и колекционари као сто је Екзотик, ког Баскин оптужује за експлоатацију диљих животиња.  
Серија је добила позитивне критике и погледана је од стране 34,3 милиона гледалаца у првих десет дана од реализовања. Рангирана је као једна од Нетфликсових најуспешнијих реализација икада.

## Укратко
Серија приказује мало познато али међусобно повезано друштво конзервативаца и колекционара дивљих мачака у САД, и приватне зоолошке вртове и службе за ове необичне и опасне животиње. Главна тема је Џо Екзотик, ексцентричан власник Г.В. зоолошког врта у Винивуду, Оклахоми, и његова вишегодишња свађа са Карол Баскин, власницом службе за спашавање дивљих мачака у Тампи, Флориди. Баскин представља себе као активисту за животињска права чија мисија је да  обезбеди уточиште дивљим мачкама које су одрасле у заробљеништву, али Џо Екзотик инсистира да је она једноставно власник ривалског зоолошког врта чији је циљ да елиминише своје противнике. Џо чак и инсистира да је Баскин убила свог другог мужа Дон Левиса, који се води као нестао од 1997 године.
Лични живот Џо Екзотика постао је предмет интересовања, углавном због незваничног полигамног брака и односа са Трависом Малдоналдом и Џоном Финлеј, и будућим мужем Дилон Пасеџом. Његова кандидатура за председника САД 2016 године и кандидатура за гувернера Оклахоме 2018 године, документована је од стране Џошуе Диал, његовог менаџера кампања. Продуцент Рик Киркам се сећа успона и падова “Џо Екзотик ТВ-а”, подкаста за који се Кирхим надао да ће се претворити у ТВ серију, све док се снимци нису мистериозно уништили. Серија затим бележи догађаје који доводе до суђења Џо Екзотика за унајмљено убиство, када је у јавноst изашла информација како је платио плаћеном убици да убије Баскин; његово суђење такође укључује насиље по две тачке, чији је исход 22 године у федералном затвору. 
Други карактери из друштва екзотичних животиња су представљени, укључујући Багаван Антле, узгајивач животиња оптужен за вођење култа личности; Марио Табрај, бивши нарко дилер који је умешан у трговину животиња; Џеф Лов, срцоломац из Лас Вегаса, којем Екзотик предаје свој зоолошки врт из правних разлога; и Џејмс Гаретсон, који постаје доушник поверљивих инфорација за федералну управу и главна особа у случају против Џо Екзотика. Бивши радници Г.В. зоолошког врта, као што је менаџер Џон Реинк и животињски дресер Саф Сафери, закључују да су животиње заборављене због свих свађа, и да нема победника у овој причи.

## Епизоде
| Бр. еп. | Наслов                           | Редитељ                  | Премијера       |
| ------- | -------------------------------- | ------------------------ | --------------- |
| 1       | Ово није обичан Џо               | Ерик Гуд и Ребека Чеклин | 20. март 2020.  |
| 2       | Култ личности                    | Ерик Гуд и Ребека Чеклин | 20. март 2020.  |
| 3       | Тајна                            | Ерик Гуд и Ребека Чеклин | 20. март 2020.  |
| 4       | Поигравање с ватром              | Ерик Гуд и Ребека Чеклин | 20. март 2020.  |
| 5       | Нека Америка опет буде егзотична | Ерик Гуд и Ребека Чеклин | 20. март 2020.  |
| 6       | Племенита ствар                  | Ерик Гуд и Ребека Чеклин | 20. март 2020.  |
| 7       | Пад с трона                      | Ерик Гуд и Ребека Чеклин | 20. март 2020.  |
| 8       | Краљ Тигрова и ја                | Ерик Гуд и Ребека Чеклин | 12. април 2020. |

## Реакције

### Критике
Када се ради о агрегатору за ревизију Ротен томејтоуз, серија има оцену одобравања од 89% на основу 75 прегледа, са просечном оценом 7,88 / 10. Општа сагласност критичара странице гласи: „Бизарна истинита прича о злочину у коју морате да поверујете, Краљ Тигрова је задивљујући портрет опсесије“. Што се тиче Метакритика, који узима оцене од публике, серија има просечан резултат 75/100, на основу 13 критичара, што указује на "опште повољне критике".
Царолин Фрамк из магазина Варити, назвала је серију "прљавом, али убедљивом" и да ће за оне који воле Нетфлик-ов посебан укус правог криминала и документараца, [...] Краљ Тигрова несумњиво задовољити посебну потребу". Џошуа Ривера из "Верге" рекао је да "сваки минут Краља Тигрова доноси ново изненађење, невероватан преокрет или харизматичног странца са невероватним причама."

### Публика
Према процени Нелсон ТВ-a, серија је погледана од стране 34.3 милиона гледалаца у првих десет дана од реализовања, што је чини једнон од Нетфликсових најуспешнијих реализација до сада. Сугерисано је да је њеном успеху  помогла Ковид-19  пандемија, због кога су многи гледаоци широм света били затворени у своје домове за време објављивања серије. 
Серија је била толико далекосежна да је чак доспела и до Овалног уреда. На конференцији за штампу у априлу, амерички председник Доналд Трамп испитивао је могућности помиловања кључног предмета серије, Џо Екзотика.

## Одговори приказаних особа

### Познате личности
Као резултат емисије, бројни спортисти који су раније имали егзотичне кућне љубимце постали су предмет испитивања о њиховим поступцима. Пензионисани боксер Мајк Тајсон рекао је да је био "будаласт" и "у заблуди", што је у својој кући држао два тигра током 1990-их. Пензионисани професионални кошаркаш Шакил О’Нил, који се појављује у емисији рекавши да је купио два тигра од Џо Екзотика, рекао је након пуштања емисије да "никада није имао никакве пословне везе са њим".

### Карол Баскин
Карол Баскин и њен супруг осетили су издају, наводећи да им је речено да разговори о Џо Екзотику и Баскином несталом мужу служе само за контекст. У посту на сајту службе за спашавање дивљих мачака, Баскин је рекла да емисија "има део посвећен томе да, уз лажи и наговештаје људи који нису веродостојни, сугерше да сам имала улогу у нестанку мог супруга Дона пре 21 године" и да серија "ово представља без икаквог поштовања према истини". Баскин никада није била оптужена за било шта повезано са Доновим нестанком и увек је негирала да има икакве везе с тиме. У делимичном одговору на Баскинине тврдње, режисер Гуд је изјавио да сматрао да Баскин има добру намеру, испитивао је да ли је "фер држати ове тигрове у кавезима", додајући да тигрови "ходају неуротично" и да се "понекад питате да ли треба хумано еутаназирати ове мачке, уместо да их пустимо да пате у кавезима ". Баскин је одговорила да је "... наш циљ зауставити држање у кавезима и да у будуће више нема потребе за слушбама као што је наша. Наш федерални закон о дивљим мачкама и јавној безбедности, зауставио би дозволу за држање младунаца,који покреће узгој и укида власништво на њих као кућне љубимце у двориштима". Гуд и Чеклин рекли су да Баскин "није била присиљена" да одговара на питања о свом мужу.
Катлин Валш је изјавила да је третман емисије и реакција јавности на Башкина мизогeнистичка: "Серија даје доказе насиља, окрутности и нарцизма Џо Екзотика, док су докази против Баскин посредни. Можда је Баскин убила свог супруга - трећа епизода у серији посвећена је доказима који указују на овај закључак - али за сада је то само нагађања. У међувремену, серија приказује клипове из Екзотикове некадашње јутјуб серије у којој позира поред разнешене лутке, која преставља Баскин, гурајући дилдо у уста и пуцајући лутки у главу". Часопис Ел је приметио да је Баскин представљена као лицемер за држање тигрова у заточеништву уместо да их пушта без објашњења да то није опција -јер бити узгајан у заробљеништву као и бивати припитомљен, значи да тигрови нису прилагођени било ком преживљавању у дивљини или обновљавању регионалне популације. Ел такође примећује да је Баскин једини извор у серији који је објаснио зашто је држање дивљих животиња насилно.
"Гуд доноси "Краљу Тигрова" интелектуалну строгост и друштвену одговорност... ноћног клуба и градитеља хотела", написао је Питер Фрик-Рајт, који је продуцирао Људи мачке, подкаст серију која покрива америчку индустрију дивљих мачака, написао је у часопису Аутсајд. Открио је да је серија посебно непоштена према Баскин, истичући да се толико фокусирају на нестанак њеног супруга да нису успели да је разликују од Егзотика и Антла. Једва су споменули да служба за спашавање дивљих мачака прихвата само тигрове одузете од стране полиције или власнике који више не могу да се старају за њих, власнике који су морали да потпишу уговор са великим новчаним казнама ако поседују другу велику мачку или су је чак и фотографисани с једном, што је случај који се у серији не спомиње. Баскин такође забрањује волонтерима и особљу да додирују животиње; бивају отпуштени због тога, написао је Фрик-Рајт. Серија је такође умањила Баскинине напоре да утиче на Конгрес за строже законодавство о трговини животињама.

### Келси "Саф" Сафери
Сафери који је рођен на Хавајима, јесте ветеран који је служио у оба рата у Авганистану и Ираку, радио је као менаџер у парку егзотичних животиња Џо Екзотика око десет година. У 2013. години, као 27-годишњака, угризао га је један тигар кад је грешком ставио руку у кавез. Одлучио је да ампутира леву руку до подлактице и врати се на посао у року од недељу дана, уместо да се подлежи двогодишњим серијама операција. Нада се да ће добити протезу од марта 2020. године. Сафери се 2018. дистанцирао од зоолошког врта и свих који су повезани са њим.

Након објављивања Нетфликсове серије, Роберт Мор, творац ранијег подкаста о Џо Екзотику, објавио је твит у коме се наводи да му је "Саф, особа коју је тигар напао, рекао више пута да је транс, преферира да га ословљавају као Саф, и користи мушке заменице. Дакле, молим вас учините исто". Медији су критиковали серију због погрешног представљања Сафериа. ЛГБТК Натион је успоређивала Нетфликово поступање са Саферијем са њиховом недавном сарадњом са ГЛААД-ом, ЛГБТК медијском групом за надзор медија, у кампањи која је подигла "трансродну видљивост у индустрији забаве". Сафери је појаснио Есквајеру,
Свакодневно ме зову 17 различитих имена. Никад то нисам к срцу. [...] За контекст, Роб ме је питао: 'Шта преферираш? Саф или Келси? ' И наравно, рекао сам Сафу, зато се тако зовем последњих 20 година. Био сам у војсци пре парка и они увек користе презимена. Дакле, Саф је било моје преферирано име. И увек сам га користио од рођења. Моја породица ми је увек била велика подршка - то никада није било проблем.
У вези са тим да ли се идентификује као транс-мушкарац, Сафери је изјавио за магазин Аут, „Не знам да ме то описује. Знате, ништа није учињено. Моја породица то зна. И очигледно моји ближњи знају. Овако живим цео живот. Не знам другачије. "

## Медији
У току је адаптација серије од стране Универсал продукције. Засниваће се на другој сезони Вондери подкаста  "Преко мене мртвог", са Кејт МакКинон као лик Карол Баскин. Остале информације нису доступне.
6. априла 2020. године објављено је да ће серија под називом "Истражити чудни свет Јое Екотиц-а" премијерно приказана на Инвестикејшн Дискавери.
Дедлајн Холивуд је 8. априла 2020. године известио да Рајан Марфи разговара о продукцији филма или серије за Нетфлик са Роб Ловим у улози Џо Екзотика.
Варити је 4. маја 2020 известио да је Николас Кејџ унамљен да глуми Џо Егзотика у телевизијској серији од осам епизода, заснованој на чланку Тексас Месечника. Серију продуцирају ЦБС студио, а Дан Лагана ће бити писац и извршни продуцент.